# Cinzano
Cinzano is een gemeente in de Italiaanse provincie Turijn (regio Piëmont) en telt 389 inwoners (31-12-2004). De oppervlakte bedraagt 6,2 km², de bevolkingsdichtheid is 63 inwoners per km².

## Demografie
Cinzano telt ongeveer 154 huishoudens. Het aantal inwoners steeg in de periode 1991-2001 met 7,5% volgens cijfers uit de tienjaarlijkse volkstellingen van ISTAT.
| Jaar | Inwoneraantal |
| ---- | ------------- |
| 1991 | 308           |
| 2001 | 331           |

## Geografie
Cinzano grenst aan de volgende gemeenten: Casalborgone, Rivalba, Sciolze, Berzano di San Pietro (AT) en Moncucco Torinese (AT).

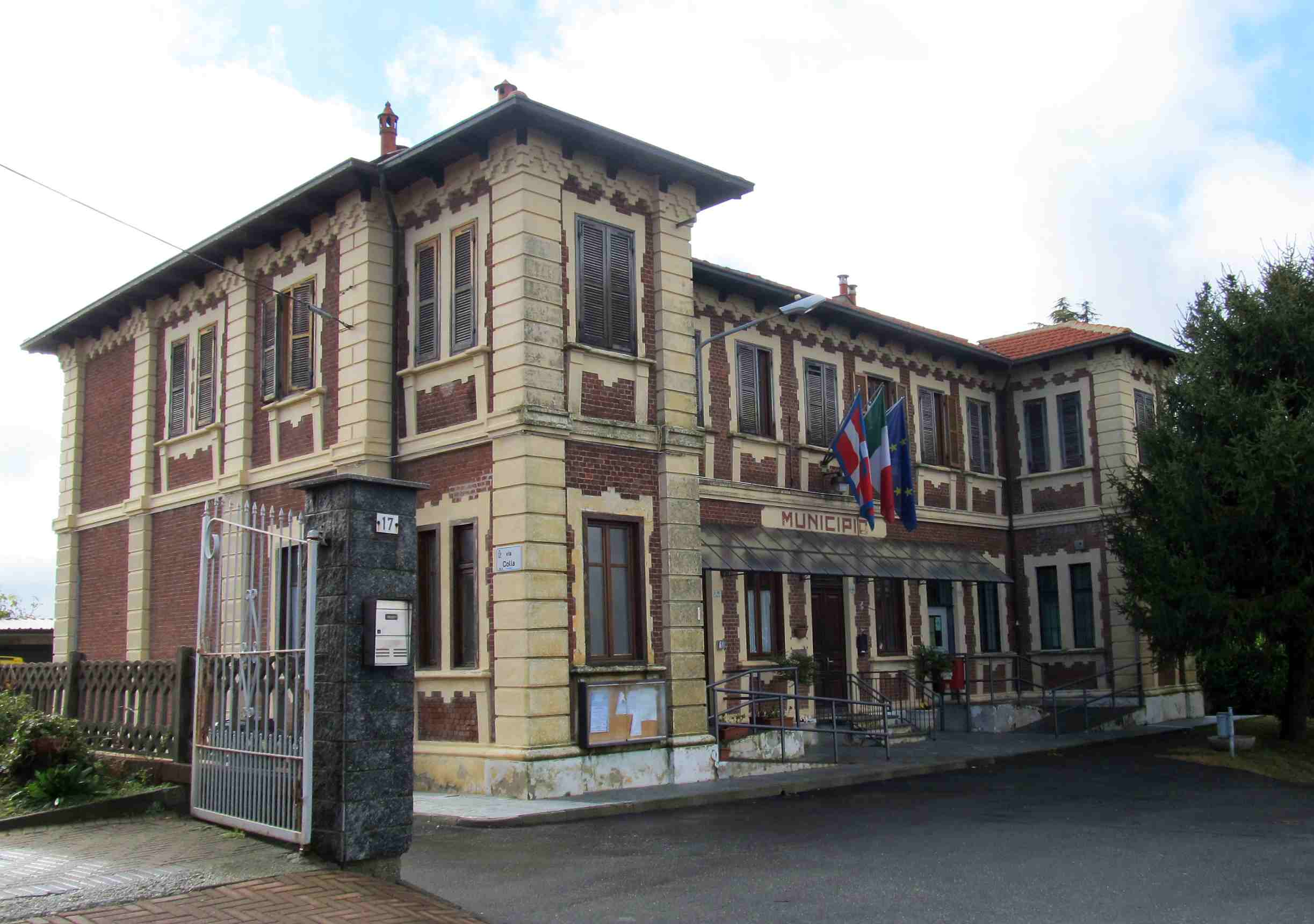
Gemeentehuis

1. ↑  https://demo.istat.it/?l=it.